# Paraplatoides
Paraplatoides is een geslacht van spinnen uit de familie springspinnen (Salticidae).

## Soorten
De volgende soorten zijn bij het geslacht ingedeeld:
- Paraplatoides caledonicus (Berland, 1932)
- Paraplatoides christopheri Żabka, 1992
- Paraplatoides darwini Waldock, 2009
- Paraplatoides hirsti Żabka, 1992
- Paraplatoides longulus Żabka, 1992
- Paraplatoides niger Żabka, 1992
- Paraplatoides tenerrimus (L. Koch, 1879)